# Basilia flava
Basilia flava är en tvåvingeart som först beskrevs av Weyenbergh 1881.  Basilia flava ingår i släktet Basilia och familjen lusflugor. Inga underarter finns listade i Catalogue of Life.